# Grotte de Coupe-Gorge
La grotte de Coupe-Gorge est l'une des grottes de Montmaurin, sites préhistoriques situés dans les gorges de la Seygouade, dans la commune de Montmaurin, en Pays Comminges Pyrénées, dans le Sud de la Haute-Garonne, dans la région Occitanie, en France.
Son remplissage, qui couvre quelque 400 000 ans, a livré des vestiges humains du Paléolithique moyen, datés d'environ 200 000 ans, ce qui correspond à la période interglaciaire du stade isotopique 7. D'autres fossiles datent de la période glaciaire du stade isotopique 6, de l'interglaciaire Éémien (environ 130 000 à 115 000 ans), ou du stade isotopique 5a-d (début de la glaciation de Würm). Bien que le plus ancien d'entre deux soit plus ou moins contemporain de la mandibule de Montmaurin, trouvée dans la Niche (cavité voisine de Coupe-Gorge dans le même ensemble de grottes), les fossiles de la grotte de Coupe-Gorge ont été longtemps presque oubliés.

## Situation
Les grottes de Montmaurin, dont la grotte de Coupe-Gorge, sont dans le sud de la Haute-Garonne, à 93 km au sud-ouest de Toulouse, 60 km à l'est de Tarbes, 20 km au nord-ouest de Saint-Gaudens et 800 m au nord-ouest de Montmaurin. Elles se trouvent dans les gorges de la Seygouade, affluent de la Save et sous-affluent de la Garonne. Au niveau des grottes de Montmaurin, la Seygouade se trouve à 308 m d'altitude,,.
Les grottes de Montmaurin sont réparties sur trois hauteurs sur une paroi verticale de calcaire. Elles incluent la grotte Boule (appelée aussi grotte de Montmaurin car elle seule était visible jusque vers le milieu du XXe siècle), la Terrasse, le Putois, le Coupe-Gorge, la Niche et quelques autres. Elles sont plus ou moins reliées entre elles, constituant un important réseau karstique drainé par la Seygouade.
Coupe-Gorge est au niveau intermédiaire, à la verticale de la grotte Boule qui se trouve à l'étage sus-jacent,,,, et au même niveau que la Niche où Raoul Cammas a trouvé en 1949 la « mandibule de Montmaurin »,.
Elles sont très proches des gorges de la Save, qui se trouvent à 2 km en bordure est et nord-est de Montmaurin et ont livré la célèbre Vénus de Lespugue (Gravettien).

## Historique
L'exploitation de carrières dans les environs proches a commencé de façon artisanale à la fin du XIXe siècle et s'est amplifiée au XXe siècle. Celle sur l'emplacement des grottes est la carrière Miro. Alors que progresse le front de carrière, des grottes sont révélées juste après la Seconde Guerre mondiale. Le 21 septembre 1945 les grottes nouvellement dévoilées reçoivent la visite de l'abbé Henri Breuil et d'Henri Begouën, qui en confient les fouilles à Louis Méroc.
Ces fouilles vont durer de 1946 à 1961. Méroc cite les participants aux premières fouilles, d'avril et septembre 1946 sur cette grotte : MM. Baylac, (Raoul) Cammas, Mothe, M. et Mme Simonnet et leur fils Robert, M. Troutte et lui-même. Il se concentre principalement sur Coupe-Gorge, mais après qu'il a repéré, sur le site de la Terrasse, les quartzites taillés dans des sédiments surmontant un lit de galets roulés, il fouille la Terrasse conjointement avec Georges Laplace et s'intéresse aussi à la grotte Boule (sondages en 1947, 1948 et 1956). Cependant il trouve tout juste le temps de publier quelques courtes notices entre 1947 et 1954 (Méroc   1947, 1948, 1952, 1954).
En 1979 Claire Gaillard soutient sa thèse de doctorat sur l'outillage lithique de Coupe-Gorge. Girard & Renault-Miskovsky publient l'étude palynologique de la grotte en 1979.
En 2017 l'équipe d'Amélie Vialet reprend l'étude des grottes de Montmaurin et commence une nouvelle campagne de fouilles,.

## Géologie
Les grottes de Montmaurin sont à l'extrême nord-ouest de la formation géologique des Petites Pyrénées, prolongement de l'anticlinal du massif du Plantaurel. Selon Girard (1973), elles sont creusées dans le calcaire marin du Danien (entre 66,0 et 61,6 millions d'années), premier étage du Paléocène, dans l'ère Cénozoïque (Tertiaire). La carte géologique indique le Dano-Montien (e1, couleur rouge brique clair sur la carte géologique) : calcaires sublithographiques à algues et milioles.

## Description
La grotte de Coupe-Gorge est une assez grande cavité qui mesure 25 m de long et 9 m de large. Son remplissage archéologique épais et diversifié n'a été que partiellement fouillé. Il a une hauteur de 7 m et s'est accumulé durant 400 000 ans.
En 1948 Méroc mentionne « les 4 ouvertures de la Grotte de Coupe-Gorge, la dernière au nord encore obstruée par le remplissage ». À notre connaissance, aucun autre auteur ne mentionne quatre ouvertures. Méroc a peut-être inclus dans son décompte d'ouvertures la fissure de la Niche, voisine immédiate de Coupe-Gorge du côté nord.
Dans le plafond de la grotte, une « cheminée » ascendante est obstruée par une brèche contenant un grand nombre d'ossements mêlés de quartzites taillés. Par cette voie, la grotte de Coupe-Gorge a reçu, durant le Paléolithique supérieur, des apports d'un gisement moustéroïde situé au-dessus, sans doute de la grotte Boule ouverte 15 m plus haut, qui renferme une brèche à faune chaude avec Machairodus.

## Stratigraphie, occupation
Sa série stratigraphique comprend une belle séquence centrée sur là dernière période interglaciaire (130 à 115 ka), et incluant les stades isotopiques 7 à 5.
En 1947 Louis Méroc publie les résultats des fouilles de 1946 ; pour la moitié supérieure du remplissage, qui dans son entier totalise, dit-il, 6 m de profondeur mais Granat & Peyre (2012) lui donnent 7 m. Il définit 5 couches notées de 1 à 5 (du plus récent au plus ancien), Quant aux fossiles, il les cite comme provenant de la couche 3, sans autre indication ni description. Sa stratigraphie se précise en 1954, quand il divise la couche 3 en 9 sous-couches nommées, de bas en haut : R, S, T, U, V, W, X, Y et Z.
- couche 1 : 60 cm ; quelques ossements humains, indices de sépultures du Néolithique final ou de l'Âge du bronze avec fragments de poteries, une pointe de flèche à pédoncule et ailerons, un poinçon en os[17].
- couche 2 : 80 cm ; dans le haut, renne très abondant, un petit foyer et quelques objets magdaléniens ; dans le bas, renne très rare, deux pointes de Chatelperron (Aurignacien inférieur?)[17].
- couche 3Z : Micoquien (la plus ancienne). Limon argileux brun chocolat, avec des éléments calcaires de 5 cm légèrement arrondis[28].
- couche 3Y : limon sableux- blanc, probablement plancher stalagmitique décomposé, renfermant des produits de lessivage des parois de la caverne. Le sommet de ce niveau a constitué un sol longtemps avant que les micoquiens viennent s'y installer : il est creusé d'entrées de terriers de marmottes (fig. 2), dont les restes se retrouvent dans les niveaux sous-jacents[29].
- couche 3 X : limon argileux brun rouge, très manganèse, à éléments calcaires de 0m,05 en moyenne, légèrement arrondis[29].
- couche 3 W : formation analogue à la précédente, mais sans mouchetures de manganèse[29].
- couche 3 U : limon argileux jaune ocré, sans éboulis calcaires[29].
- couche 3 T : limon argileux brun rouge à éléments calcaires de 5 cm. Cette couche a livré un fragment de maxillaire supérieur humain[29].
- couche 3 S : limon argileux verdâtre gleyflé. Cette couche comporte plus d'éléments du Moustérien, y compris de « beaux racloirs et nucleus-disques ». La faune, généralement bien conservée, est notablement plus abondante. Elle livre un squelette d'Ursus spelaeus en connexion anatomique quoique incomplet[29], et la moitié droite d'un squelette de Felis spelaea[29],[12].

## Fossiles humains
Les fossiles humains de Coupe-Gorge sont restés longtemps négligés par les études paléoanthropologiques sur le Pléistocène moyen en Europe,. En 2012, une recherche bibliographique par Granat & Peyre ne relève que deux articles les concernant (Billy   1982, Billy   1985).

### Dents isolées
En 1950, Méroc trouve dans la couche 3T quatre dents isolées à 1,50 m sous le niveau 0. Selon Granat & Peyre (2012) il s'agit d'une canine et une incisive complètes, une prémolaire et une molaire détériorées ; selon Vialet et al. (2017), ce sont une canine supérieure droite et une canine supérieure gauche, une prémolaire supérieure gauche et une molaire inférieure droite,. En 2012 ces dents isolées sont datées de 200 000 ans AP (interglaciaire du stade isotopique 7).
Les dents, d'aspect moderne, ne présentent ni taurodontisme, ni cyrtodontie, comme celles d'autres de leurs contemporains.
Le 11 août 2020 une autre dent, celle-là néandertalienne et vieille de 70 000 ans, a été trouvée dans la grotte par l'équipe d'Amélie Vialet.

### Symphyse de mandibule d'enfant
En 1952 est mise au jour dans la couche 3Z, à 20 cm sous le niveau 0 et 1,30 m plus haut que la partie de maxillaire droit, la symphyse d'une mandibule d'enfant, (région symphysaire mandibulaire) dont la portion antérieure mandibulaire montre des alvéoles de dents lactéales, avec deux germes incisives inclus. C'est l'os d'un enfant en pleine croissance. Les éléments du menton sont bien individualisés sur la face externe, qui présente une ébauche de triangle mentonnier, un caractère sapiens fréquent à partir de 200 ka, mais déjà rencontré chez l'Homo georgicus de Dmanisi (1,8 Ma) et chez l'Homo sp. de la Sima del Elephante (1,2 Ma). Ce fossile est associé à une industrie micoquienne et est daté d'environ 125 ka AP (interglaciaire Éémien).
Entre les dents isolées et la symphyse, 75 000 ans se seraient écoulés, dès lors que 1,30 m de dépôts se sont accumulés

### Fragment de maxillaire
En 1954 la couche 3T livre un fragment de maxillaire supérieur droit humain portant deux prémolaires (P1 et P2), l'alvéole de la canine et ceux des deux incisives, la moitié de la cavité nasale et une faible portion de la face arrivant jusqu'à l'orbite,. Cette pièce se trouvait à 1,20 m sous le niveau 0 mais 30 cm plus haut que les dents isolées - dont la canine qui lui a plus tard été attribuée. Granat & Peyre (2012) lui donnent un âge de 183 000 ans AP. Entre autres traits distinctifs, l'angle de fracture de cette pièce indique une pommette saillante (caractéristique moderne) mais la légère boursouflure transversale périnasale (entre le haut du nez et l'orbite) sur la face externe n'est pas un trait moderne. 
Ces fossiles, comme de nombreux autres fossiles connus, présentent un mélange de traits archaïques, anciens et modernes. Chaque pièce apporte des éléments nouveaux pour la connaissance des populations du Pléistocène moyen d'Europe et aidera un jour à mieux cerner le peuplement ancien de l'Europe. 

## Restes de faune

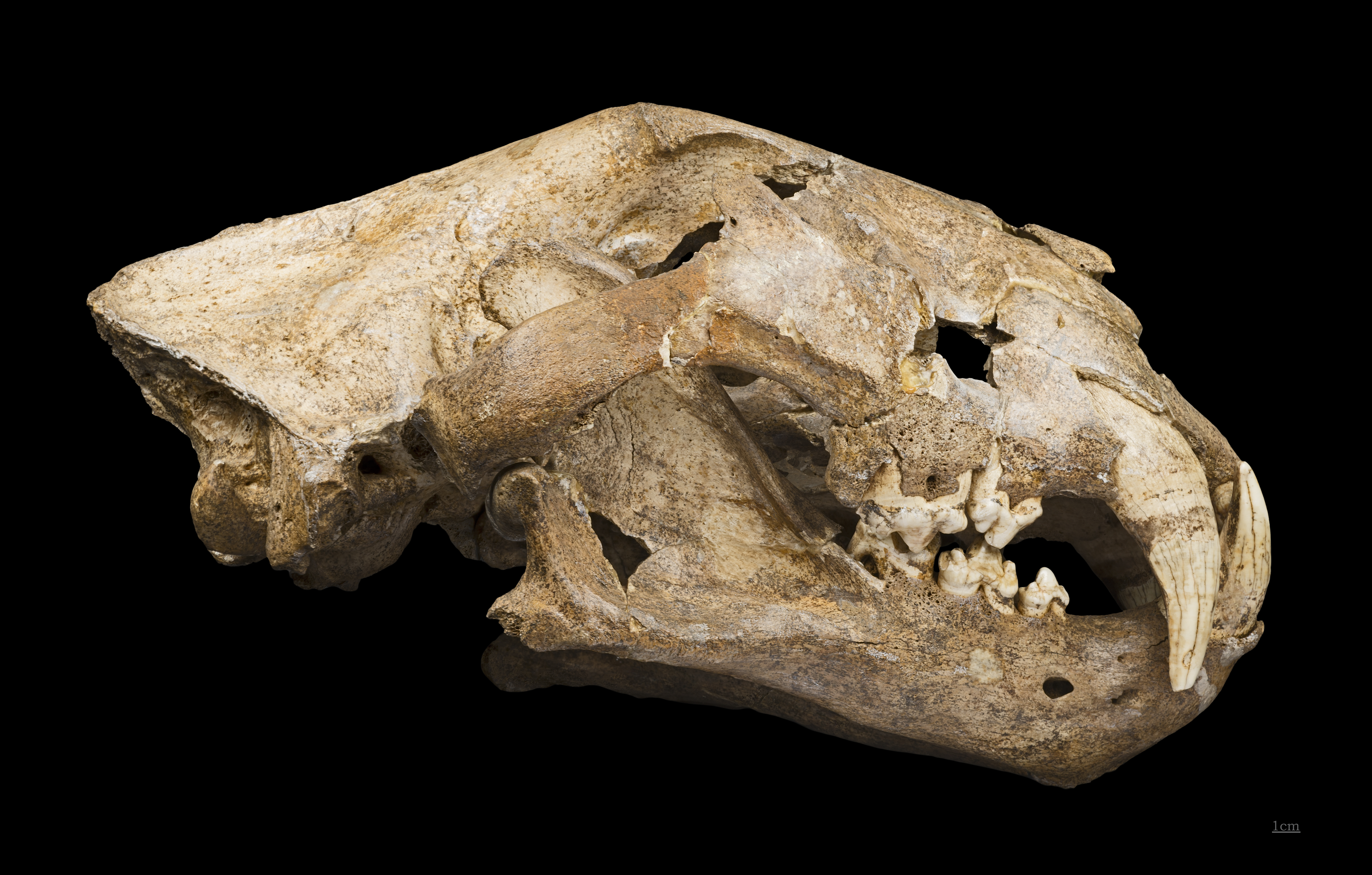
Panthera leo spelaea de Coupe-Gorge.
Muséum de Toulouse.

### Lion des cavernes d'Eurasie
Le plus remarquable vestige de faune est le squelette de Panthera leo spelaea trouvé dans le limon argileux de la couche 3S, (la plus ancienne couche de la seconde phase de remplissage. Il s'agit plus exactement de la moitié droite d'un squelette de lion des cavernes d'Eurasie ou Felis spelaea de très grandes dimensions, avec le crâne et ses mandibules, les deux pattes droites complètes, les deux os iliaques, une omoplate et bon nombre de vertèbres. Méroc suppose que le reste de ce squelette se trouve « encore dans le gisement mais en un point très difficilement accessible pour les fouilleurs ».
L'intérêt de cette découverte est lié au très petit nombre d'individus entiers retrouvés (jusqu'en 1998) : lion de Cajarc (Lot) découvert en 1892, lion de Bramefond à Souillac (Lot) découvert en 1956, lion de la grotte de Foissac (Aveyron) découvert en 1965 (conservé in situ), et les lions de l'Igue des Rameaux à Saint-Antonin-Noble-Val (Tarn-et-Garonne).
Ce squelette se trouve au muséum de Toulouse. Il a été l'objet d'une reconstitution virtuelle utilisant l'imagerie numérique médicale,.

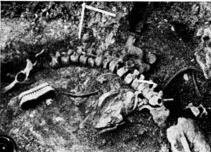
Ursus spelaeus
en connexion anatomique

### Ours des cavernes
La même couche 3 S a aussi livré un squelette d'Ursus spelaeus en connexion anatomique, avec son crâne en place et ses os iliaques, mais auquel il manque les quatre pattes, les omoplates et toutes les vertèbres cervicales. Il se trouve au muséum de Toulouse. Louis Méroc y trouve aussi un autre crâne d'ours des cavernes encadré de ses deux mandibules et accompagné de quelques vertèbres, ceci trouvé dans « une sorte de berceau formé de petites dalles et plaquettes calcaires imbriquées » qui l'amène à penser à un dépôt intentionnel.

## Industrie lithique
La grotte de Coupe-Gorge, comme celle de Padirac, a une abondante industrie lithique. 
Granat & Peyre   2012 la définissent comme pré-moustérienne et micoquienne,.

### Outils bifaciaux
Outils bifaciaux attribués au Moustérien de tradition acheuléenne, au Micoquien, à un Acheuléen final à bifaces micoquiens (Tavoso 1976) ou à un Acheuléen évolué, proche de la transition entre l'Acheuléen et le Moustérien.
Couche c3z : Bifaces partiels en quartzite du Lannemezan et en jaspe (d'après Gaillard, 1979).
La production principale relève de schémas discoïdes sur quartzite ou silex, mais les outils bifaciaux ont, là encore, été façonnés de préférence sur quartzite (du Lannemezan cette fois), ou mieux, sur jaspe, plus rarement sur schiste. Ils sont assez grands, épais, souvent partiels, et comptent pour 9% des outils retouchés,.
Les relations qu'entretient ce faciès de la couche 3z du Coupe-Gorge avec d'autres séries pyrénéennes et cantabriques probablement contemporaines comme le "Vasconien" de François Bordes (abri Olha, "foyers inférieurs" ; Isturitz couche P ; El Castillo (Cantabrie, Espagne), niv. 24-26 - et Gatzarria (Pyrénées-Atlantiques) ? -), mériteraient d'être reprises sur la base d'analyses technologiques (Jacques Jaubert, à paraître et fig. 12). Il en est de même pour le niveau moustérien de Gargas, Hautes-Pyrénées, presque uniquement composé de quartzites, schistes et autres roches pyrénéennes (Breuil et Cheynier 1958) ou les séries de surface recueillies sur le plateau d'Hibarette ou à Calavanté (Hautes-Pyrénées) ,.
La couche c3z' fait exception en regard des outils bifaciaux : ils y représentent 9% de la totalité de l'outillage retouché de cette couche, alors qu'ils sont partout ailleurs extrêmement rares dans les grottes où leur proportion est de l'ordre de 0,5 à 1 % de l'outillage. Leur présence dans les faciès du Paléolithique moyen régional pose clairement des questions de cohérence culturelle ou chronologique.

### Débitage des nucléus
Le débitage des nucléus pratiqué à la Terrasse et à Coupe-Gorge montre des points communs et des constantes mais aussi quelques différences et des variabilités.
À La Terrasse, les séries sont plus anciennes avec les nucléus sont à deux surfaces opposées ou trois à quatre orthogonales[pas clair]. Le Micoquien (début du Würm) de Coupe-Gorge, ce sont surtout des nucléus bipyramidaux ; les séries y sont probablement plus récentes mais en tout cas guère au delà de 300 000 ans.
Quel que soit leur âge, les différentes séries présentent de fortes analogies techno-typologiques. Les variabilités seraient dues non seulement à des différences chronologiques, mais aussi à des adaptations de la production à différents usages.
Les matériaux sont avant tout des quartzites du Lannemezan. Coupe-Gorge donne aussi - en moindre quantité - des silex locaux d'assez piètre qualité. Le séries incluent aussi des jaspes, des schistes, des quartz, etc… Les différences concernent les modules entre ces groupes de matériaux qui ont pu servir de support à des productions comparables (dont le débitage Discoïde et les outils bifaciaux) mais à morphométries distinctes.

## Protection et menaces
Quatre grottes de Montmaurin sont classées  sous la même dénomination comme monument historique depuis le 14 décembre 1949 : grotte de Coupe-Gorge, grotte Boule, la Terrasse et la Niche.
En 1954 les quatre grottes du Putois doivent être détruites par des travaux de carrière et il importe d'en sauver d'urgence le contenu.

### Un projet de carrière discuté
Depuis 2007, un projet d'ouverture de carrière menace les grottes. Les premiers pourparlers entre l'ancien maire et la société des Dragages Garonnais datent de 2007. Dès 2008 les protestations s'élèvent contre cette destruction d'un patrimoine unique, dont les voix de préhistoriens bien connus. Un arrêté préfectoral du 10 avril 2009 autorise l'exploitation d'une carrière de calcaire par la SARL Dragages Garonnais ; la commune de Montmaurin donne concession du site de la carrière pour une période de 9 ans. 

Le diagnostic archéologique, préalable requis pour la carrière, voit sa première phase réalisée par l'Inrap en 2010 ; il met au jour un ensemble fortifié de la fin du XIIe siècle-début XIIIe siècle. Le tribunal administratif de Toulouse, saisi le 24 octobre 2013, annule l'arrêté d'autorisation. Le 17 novembre 2015, la cour administrative d'appel est saisie par l'entreprise : elle annule le jugement du tribunal administratif, mais soustrait du périmètre de l'autorisation initiale les terrains des vestiges médiévaux nouvellement découverts. Le 17 octobre 2016, le Conseil d'État confirme le jugement de la cour administrative d'appel de Bordeaux. 

Le Conseil départemental refuse son accord pour ce projet depuis le début, arguant que les routes ne sont pas assez bonnes pour supporter le trafic de camions que l'exploitation de carrière engendrera ; et que la carrière « génère(rait) des nuisances à l'encontre de ce site naturel et archéologique reconnu » (motion votée en juin 2016),,.